# Георги Тодоров
Вижте пояснителната страница за други личности с името Георги Тодоров.
Георги Стоянов Тодоров е опълченец, български офицер, генерал от пехотата, брат на академик Александър Теодоров-Балан, на софийския кмет Мартин Тодоров, на съдебния лекар Атанас Теодоров и на инж. Михаил Балански.

## Биография
Георги Тодоров е роден на 10 август 1858 г. в Болград, Бесарабия. Семейството на дядо му, Марин Тодоров, след Руско-турската война от 1828 – 1829 г. се установява в Болград. Той е терзия, занаят, който наследява най-големият му син Стоян. Стоян Тодоров отваря дюкян. Той се жени за Мария Грекова, дъщеря на търговеца Панайот Греков – един от попечителите на Болградската гимназия и спомоществовател за издавания от Георги Раковски вестник „Дунавски лебед“. Георги Тодоров има четирима братя и една сестра.
През 1859 г. семейството му се премества в село Кубой, където завършва началното си образование. В 1870 г. отново се установяват в Болград. Стипендиант е в Болградската гимназия. Той е сред инициаторите за създаването на първото българско ученическо дружество „Съзнание“.

### Руско-турска война (1877 – 1878)
По време на Руско-турската война (1877-1878) участва в Българското опълчение като доброволец. Зачислен е в I рота на VII опълченска дружина. Участва в охранителните операции и в обучението на млади опълченци. През 1878 г. е повишен в подофицерски чин.
След Освобождението завършва в първия випуск на Военното училище в София (1879). На 10 май е произведен в първото офицерско звание подпоручик. Назначен е като адютант на началника на Западния отряд в Берковица. След това е изпратен в Източна България, за да се справи с появилите се разбойнически банди. Премествен е във Видин, където е младши офицер в Първа рота на Десета видинска дружина. Няколко месеца по-късно е назначен за адютант във Военното училище, а след това – помощник-началник на отделение в Министерство на войната. През 1882 г. завършва офицерската школа в Ораниенбаум, Русия.
На 30 август 1882 г. е повишен в поручик. През същата година постъпва в Николаевската генералщабна академия в Санкт Петербург. Разпределен е на строеви стаж в Първи лейбгренадирски полк. Не завършва последния курс, защото се завръща в България поради Съединението на Княжество България и Източна Румелия (1885). Поема командването на Ловчанската запасна дружина. На 30 август 1885 г. е повишен в звание капитан.

### Сръбско-българска война (1885)
При избухването на Сръбско-българската война (1885) е назначен за командир на запасната дружина на Четвърти пехотен плевенски полк, а скоро след това от 16 октомври е началник на Летящия отряд в района между Видин и Кула. Неговите действия на 4 ноември забавят настъпващите към Видинската крепост сръбски части. Участва в боевете при Кула (4 ноември), Акчар (14 ноември) и Гайтанци (15 ноември). Награден е с Орден „За храброст“ IV ст.
След войната служи в 4-ти пехотен плевенски полк, а от март 1886 г. е командир на 1-ва дружина от 1-ви пехотен софийски полк. Съдейства на участниците в детронирането на княз Александър I Батенберг, поради което е уволнен от армията през септември 1886 г. Два месеца по-късно същата година е възстановен. На 13 август 1887 г. е повишен в звание майор и е назначен за инспектор на класовете от Военното училище. Чете лекции по география на България на курсантите. От 1892 г. е подполковник, а от 1896 г. – полковник.
През 1890 г. завършва Николаевската генералщабна академия в Санкт Петербург. Служи като началник-щаб на 6-а пехотна бдинска дивизия. Служи последователно във Военното училище като инспектор на класовете, началник на гарнизона в Севлиево, а през 1897 г. е назначен за командир на 20-и пехотен добруджански полк, на която длъжност е до 1905 година (7 години). Докато полкът квартирува в Разград, полковник Тодоров става съосновател на местното културно дружество „Лес“. През 1905 г. е назначен за командир на 1-ва бригада 6-а пехотна бдинска дивизия, на която длъжност е в продължение на 5 години. От 6 март 1909 г. е повишен в звание генерал-майор и назначен за началник на 7-а пехотна рилска дивизия с щаб в Дупница. Командва дивизията в продължение на 5 години.

### Балкански войни (1912 – 1913)
По време на Балканската война (1912 – 1913) е командир на Седма пехотна рилска дивизия при нейното настъпление към Солун (Македонския фронт и Галиополския полуостров). През януари 1913 г. дивизията му отблъсква турците при Булаир. Участва и в отблъсването на турския десант при Шаркьой.
По време на Междусъюзническата война (1913) неговата дивизия се сражава при Калиманци (4 – 18 юли). След войната се завръща в щаба на дивизията в Дупница. От 5 април 1915 г. става инспектор на II военно-инспекционна област – Пловдив.

### Първа световна война (1915 – 1918)
На 2 август 1915 година е повишен в звание генерал-лейтенант. Към началото на Първата световна война е началник на 2-ра военно-инспекционна област (1913 – 1914) и при включването на България в нея е назначен за командир на 2-ра българска армия (октомври 1915 – декември 1916), която настъпва в Македония и попречва на обединяването на дебаркиралите в Солун войски на Съглашението със сръбската армия. Към началото на войната е началник на 2-ра военно-инспекционна област.
През февруари 1917 година генерал Тодоров поема командването на III българска армия (до декември 1917) на Добруджанския фронт. На 15 август 1917 година е повишен в звание генерал от пехотата. От края на юни 1918 година генерал Тодоров е помощник-главнокомандващ, а от 8 септември, поради заболяване на генерал-лейтенант Никола Жеков, е главнокомандващ на Действащата армия. След демобилизацията е генерал-адютант на цар Борис III. Като главнокомандващ на Действащата армия е сред военачалниците, отговорни за неуспеха при Добро поле и недостатъчно адекватната реакция на българското командване на събитията на фронта от септември 1918 година. За него Димитър Азманов пише:
| „ | „Прекрасен баща командир на своите войници, дисциплиниран войник, извънредно тактичен човек и началник, спокоен, твърд и смел пред лицето на опасностите, не му достигнаха качества, които да го издигнат до върховете на голямото командване, до истинското пълководческо изкуство и воля“ | “ |

### Последни години
На 20 август 1919 година е уволнен от армията. Съпругата му загива при атентата в църквата „Св. Неделя“ през 1925 година. През 1926 – 1927 година е назначен за окръжен управител на Петрички окръг. Скоро обаче е оттеглен от заеманата длъжност под натиска на младото поколение дейци на ВМРО начело с Иван Михайлов. Член е на Съюза на запасните офицери в България, член на управителния съвет на мина „Перник“ и председател на фонда „Свети Врач“, основан по негова инициатива.
Генералът от пехотата Георги Тодоров умира на 16 ноември 1934 в София. Опелото е извършено на 18 ноември в църквата „Свети Седмочисленици“ от Софийския митрополит Стефан.

## Обществена дейност
В 1916 година генерал Тодоров създава градския парк в Свети Врач. Под негово ръководство войници от Втора армия засаждат фиданки от бял и черен бор. Специално са донесени и засадени кедър и японска акация. Построени са офицерска баня, открит басейн за гражданите, мраморна чешма в центъра на града и паметник с имената на загиналите от Втора армия. По време на Първата световна война, докато щабът му е в село Левуново (1916), по молба на свещеника е възстановена църквата „Свети Георги“ и са поставени паметни плочи с имената на загиналите от Втора армия. Построена е и чешма паметник.
Инициатор е за построяването на санаториум за ветераните от войните в Овча купел, София. Довършва и строителството на Офицерския клуб в Дупница.
Генерал Георги Тодоров е член на българския народен съюз „Кубрат“. През 1927 г. е посветен в масонската ложа „Светлина“.

## Памет
На 11 април 1915 г. е удостоен със званието Почетен гражданин на Дупница. На негово име е наречена гара Генерал Тодоров и село Генерал Тодоров (край Петрич), както и улици в Дупница, София (Карта), Благоевград, Сандански и Петрич.
През 2009 г. Община Дупница откупува архивни материали на ген. Тодоров и ги предава на Историческия музей в града.

## Военни звания
- Прапоршчик (10 май 1879)
- Подпоручик (1 ноември 1879, преименуван)
- Поручик (30 август 1882)
- Капитан (30 август 1885)
- Майор (13 август 1887)
- Подполковник (1892)
- Полковник (1896)
- Генерал-майор (1910)
- Генерал-лейтенант (1 август 1915)
- Генерал от пехотата (15 август 1917)

## Награди
- Военен орден „За храброст“ II, III и IV ст., 2-ри клас
- Орден „Св. Александър“ I ст. с мечове по средата, IV ст. и V ст. без мечове
- Народен орден „За военна заслуга“ III ст. на военна лента
- Народен орден „За военна заслуга“ I ст. с военно отличие и брилянти (1919)
- Орден „За заслуга“ на обикновена лента
- Орден „Стара планина“ I степен с мечове, посмъртно[8]
- Орден „Лиякат“ със звезда за военни заслуги (златен), Турция, (18 декември 1915)[9]
- Орден „Pour le Mérite“, Германска империя
- Железен кръст I и II клас, Германска империя
- Орден „Желязна корона“, Австрия
- Орден „Леополд“ I степен, Австрия
- Орден „Св. Станислав“ I степен, Руска империя
- Кобургски орден I степен с мечове